# Михайленко Євген Денисович
Євген Денисович Михайленко (нар. 13 березня 1939, село Поліське, тепер Козелецького району Чернігівської області — 13 жовтня 2020) — український радянський діяч, бригадир монтажників будівельно-монтажного управління № 6 домобудівного комбінату № 1 Головкиївміськбуду. Депутат Верховної Ради УРСР 11-го скликання.

## Біографія

Могила Євгена Михайленка, Байкове кладовище

Освіта середня спеціальна.
З 1956 року — муляр будівельного тресту «Ворошиловградцивільбуд» Ворошиловградської області. Служив у Радянській армії.
З 1961 року — монтажник, бригадир монтажників домобудівного комбінату № 1 Головкиївміськбуду.
Член КПРС з 1962 року.
З 1977 року — бригадир монтажників спеціалізованого будівельно-монтажного поїзда «Укрбуд» на будівництві Байкало-Амурської магістралі РРФСР.
З 1982 року — бригадир монтажників будівельно-монтажного управління № 6 домобудівного комбінату № 1 Головкиївміськбуду.
Потім — на пенсії в місті Києві.
Помер на 82-му році життя 13 жовтня 2020 року. Похований на Байковому кладовищі (ділянка № 33, 50°25′2.76″ пн. ш. 30°30′8.4″ сх. д. / 50.4174333° пн. ш. 30.502333° сх. д.).

## Нагороди
- ордени
- медалі